# هاكان إريكسون
هاكان اريكسون هو مدرب كرة قدم ولاعب كرة قدم سويدي، ولد في 29 مايو 1960 في Åby, Norrköping Municipality ‏ في السويد. شارك مع منتخب السويد تحت 21 سنة لكرة القدم. أما مع النوادي، فقد لعب مع سليبنر.